# 希尔加尔西亚
希尔加尔西亚，是西班牙卡斯蒂利亚-莱昂阿维拉省的一个市镇。 总面积15km2, 总人口60人（2001年），人口密度4人/km2。